# NGC 5723
NGC 5723 ist eine 14,0 mag helle Linsenförmige Galaxie vom Hubble-Typ E-S0 im Sternbild Bärenhüter. 
Sie wurde am 16. April 1855 vom irischen Astronomen R. J. Mitchell, einem Assistenten von William Parsons, entdeckt.